# Sophus Lie
Marius Sophus Lie (Nordfjordeid, 17 de dezembro de 1842 — Oslo, 18 de fevereiro de 1899) foi um matemático norueguês.

## Vida
Quando estudante em Christiania (depois Kristiania e atualmente Oslo) teve o primeiro contato com a teoria dos grupos com Ludwig Sylow. Formou-se em matemática em 1865 Sua primeira publicação é de 1869, devido à qual obteve uma bolsa de estudos que o conduziu a Göttingen e Berlim. Conheceu então Felix Klein, com quem viajou para Paris em 1870, escrevendo com o mesmo artigos sobre grupos de transformações. Em 1872 tornou-se professor em Christiania, sendo em 1886 sucessor de Felix Klein na Universidade de Leipzig. Lie tinha tendências depressivas, saudades da Noruega e sofreu um colapso mental em 1889. Lie retornou à Noruega em 1898 para assumir uma cátedra especialmente criada para ele.

## Trabalho
Lie estabeleceu a teoria das simetrias contínuas e utilizou-a para investigar equações diferenciais e estruturas geométricas. Operações simétricas contínuas são por exemplo deslocamentos e rotações infinitesimais, ao contrário de operações simétricas discretas, como por exemplo espelhamentos.
Com base em seu trabalho foram desenvolvidos algoritmos para integração numérica de equações diferenciais.
A fim de investigar a aplicação de grupos de transformações contínuas, atualmente denominados grupos de Lie, ele linearizou as transformações e investigou os diferenciais resultantes. As propriedades de conexão dos grupos de Lie podem ser expressas mediante comutadores, cujo estudo é atualmente denominado álgebra de Lie.